# Belvosia wiedemanni
Belvosia wiedemanni är en tvåvingeart som beskrevs av Aldrich 1928. Belvosia wiedemanni ingår i släktet Belvosia och familjen parasitflugor. Inga underarter finns listade i Catalogue of Life.